# Municipio de Perry (Kansas)
El municipio de Perry (en inglés: Perry Township) es un municipio ubicado en el condado de Woodson en el estado estadounidense de Kansas. En el año 2010 tenía una población de 104 habitantes y una densidad poblacional de 0,82 personas por km².

## Geografía
El municipio de Perry se encuentra ubicado en las coordenadas 37°47′4″N 95°35′24″O / 37.78444, -95.59000. Según la Oficina del Censo de los Estados Unidos, el municipio tiene una superficie total de 126.7 km², de la cual 126,15 km² corresponden a tierra firme y (0,43 %) 0,55 km² es agua.

## Demografía
Según el censo de 2010, había 104 personas residiendo en el municipio de Perry. La densidad de población era de 0,82 hab./km². De los 104 habitantes, el municipio de Perry estaba compuesto por el 100 % blancos. Del total de la población el 0 % eran hispanos o latinos de cualquier raza.